# Старење становништва
Старење становништва или демографско старење  је процес који подразумева повећање удела старијег становништва и опадање удела младог становништва. Неки демографи разликују 2 типа старења становништва:
1. старење одоздо које је условљено ниским наталитетом и смањеним уделом малдог становништва у укупном.
2. старење одозго које је условљено повећањем удела старог становништва.

Не постоје јединствени показатељи који би описали процес старења становништва, међутим, највише се користе: индекс старења, просечна старост, медијална старост, коефицијент старосне зависности.
Данас је усаглашено научно мишљење да је процес старења условљен пре свега ниским фертилитетом. Од фактора који помажу процесу старења становништва су и повећање трајања живота које тако повећава број старих лица.